# McLaren MP4-25
McLaren MP4-25 — гоночный автомобиль команды Vodafone McLaren Mercedes, разработанный и построенный конструкторской группой McLaren Racing во главе с Тимом Госсом для участия в Чемпионате мира по автогонкам в классе Формула-1 сезона 2010 года. Впервые в истории Формулы-1 в одной команде выступали Чемпионы мира двух последних сезонов: Льюис Хэмилтон (2008) и Дженсон Баттон (2009). Мощность двигателя развивал до 801 л.с. (589 кВт).
Значительные отличия нового шасси от предшествующей модели MP4-24 были обусловлены изменениями технического регламента: отказа от использования системы KERS, отмены дозаправок во время гонки и уменьшенной шириной передних шин. Заметные изменения были внесены и в аэродинамический обвес. Минимальный вес машины был увеличен до 620 килограмм.

## Спонсоры
Титульный спонсор — британский оператор сотовой связи, компания Vodafone, основные партнёры: Johnnie Walker, aigo, Hugo Boss, Santander, TAG Heuer, Mobil 1, SAP, FedEx, Lenovo, Hilton.

## Презентация
Презентация новой машины прошла 29 января 2010 года в британской штаб-квартире главного спонсора команды компании Vodafone в Ньюбери, Великобритания. На официальном сайте команды прошла онлайн-трансляция этого события. В церемонии приняли участие технический директор команды Мартин Уитмарш, инженеры, участвовавшие в разработке болида, и гонщики Дженсон Баттон и Льюис Хэмилтон.

## Тесты

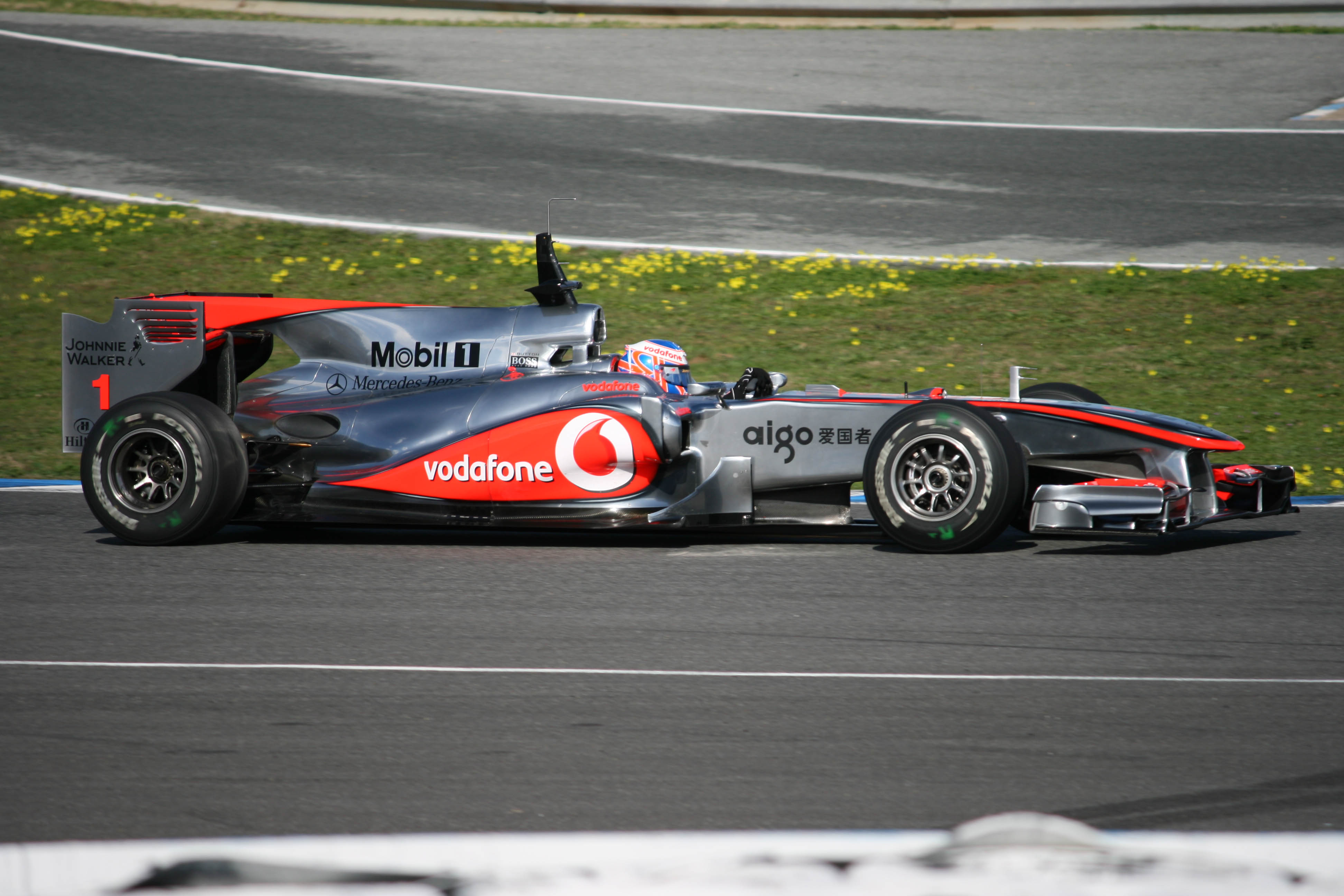
Дженсон Баттон за рулём MP4-25 на тестах в Хересе, 12 февраля 2010 года

С 1 по 3 февраля 2010 года на трассе имени Рикардо Тормо в Валенсии прошли первые предсезонные тесты болида. Первым за руль McLaren MP4-25 сел тест-пилот команды Гэри Паффетт, затем основные гонщики.
Вторая и третья серии тестов прошли на трассе Херес, Испания с 10 по 13 февраля и с 17 по 20 февраля 2010 года.
Финальные четырёхдневные тесты перед стартом сезона состоялись на трассе Каталунья в Барселоне.
Команда максимально использовала отведённые регламентом тестовые дни, убедилась в скорости и надёжности болида и начинала сезон с оптимизмом.

## Спор вокруг заднего антикрыла
На тестах в Барселоне инженеры команды опробовали новую конструкцию кожуха двигателя и антикрыла с горизонтальным слотом — "щелью" между элементами конструкции. Система, получившая собственное название "F-Duct", состоит из небольшого воздухозаборника на носовом обтекателе и воздуховодов, расположенных внутри шасси. В нужный момент, при участии колена гонщика система активируется, при этом воздух проходит от носового обтекателя через внутренние воздуховоды к заднему крылу и меняет структуру обтекания воздушного потока в районе заднего крыла. При обычных условиях на заднем крыле создаётся большая прижимная сила, которая помогает при торможениях и прохождениях поворотов, но на прямой высокая прижимная сила не позволяет развивать максимум скорости. При помощи системы F-Duct удавалось сбивать часть образующейся прижимной силы, что позволило сделать небольшую прибавку в скорости на прямых: по разным оценкам от 9 до 15 км/ч. Перед началом сезона некоторые команды выразили сомнения в легальности конструкции заднего антикрыла MP4-25. После проверки со стороны ФИА. данное решение было признано легальным и аналогичные системы начали разрабатываться другими командами.
В конце года разработка команды была отмечена наградой журнала Autosport, в номинации "За новаторство и инновацию".

## История выступлений
В первой квалификации сезона в Бахрейне оба гонщика прошли в третий сегмент, заняв на старте четвёртое и восьмое места. В гонке машинам не хватало прижимной силы в новой, медленной части трассы, однако Хэмилтон смог финишировать третьим после пилотов Ferrari, а Баттон принёс команде важные очки приехав седьмым .
На квалификации к Гран-при Австралии Баттон смог добиться большего чем в Бахрейне и стартовал четвёртым, в то время как Хэмилтон не смог пройти в заключительную часть квалификации и стартовал лишь одиннадцатым. В первом повороте Баттон столкнулся с Алонсо, а Хэмилтон смог отыграть несколько позиций и оказался за напарником. На шестом круге Баттон отправился на пит-стоп, где ему поставили слики и к двенадцатому кругу благодаря высокому темпу он уже был вторым. После схода Феттеля, Баттон стал лидером гонки и смог довести её до победы, которая стала первой для этого шасси. За два круга до финиша в Хэмилтона (который атаковал Алонсо) врезался Уэббер, но это не помешало британцу завершить гонку на шестой позиции.

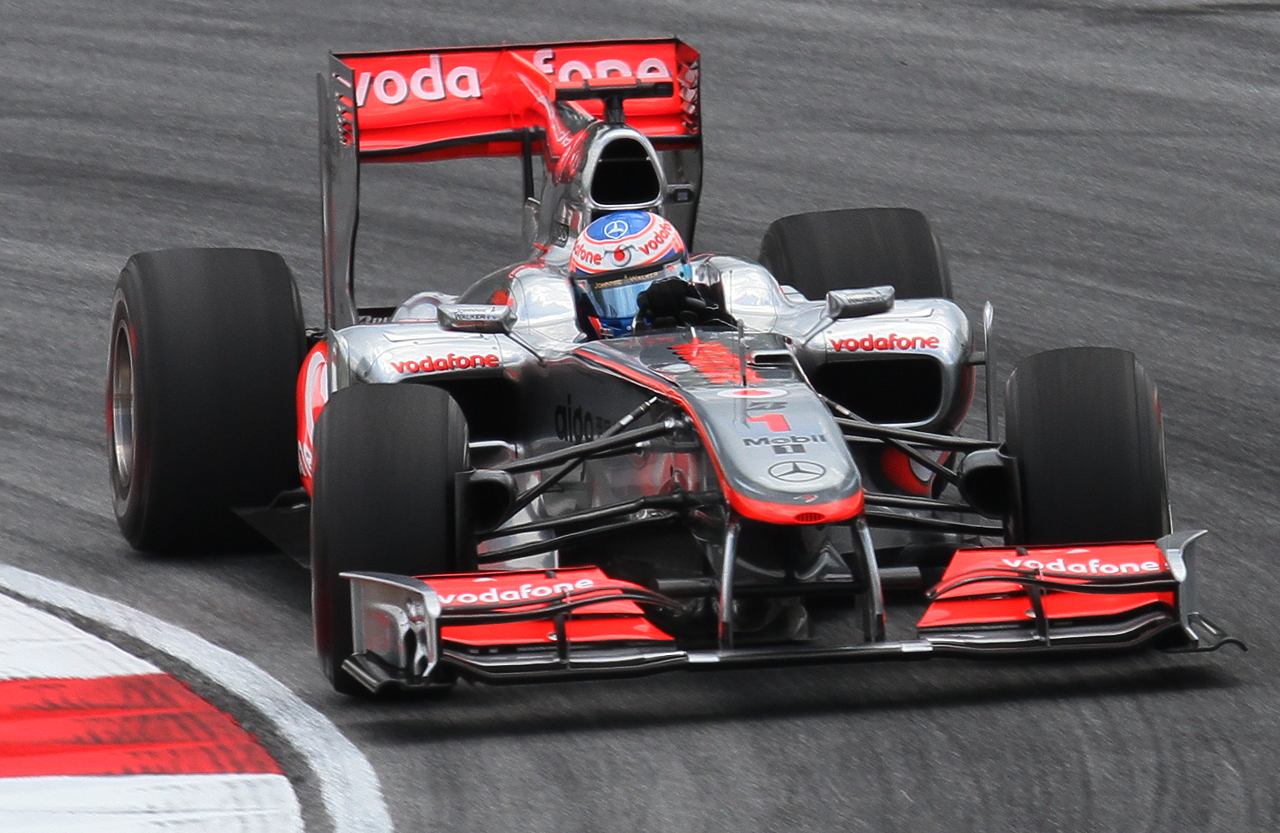
Баттон управляет MP4-25 во время Гран-при Малайзии, 3 апреля 2010 года.

Во время дождевой квалификации на третьем этапе сезона в Сепанге команда допустила ошибку, задержав гонщиков в боксах, что не позволило им побороться за высокие места: Баттон прошёл во второй сегмент, но не принял в нём участие из-за повреждения машины и стартовал 17-м, а Хэмилтон - вовсе 20-м. В гонке оба гонщика, совершив много обгонов и применив удачную тактику, финишировали в очках.
На старте Гран-при Китая гонщики McLaren заняли лишь третий ряд стартового поля, хотя команда ожидала большего. Однако в гонке им удалось заработать победный дубль: Баттон, оставшись на слике в начале гонки выиграл, не допустив ошибок в непростых погодных условиях, а Хэмилтон, снова совершив множество обгонов, пробился на второе место.
За два круга до финиша Гран-при Испании Хэмилтон шёл на втором месте, однако поломка колёсного диска привела к сходу и помешала ему набрать очки. Баттон, после заминки на пит-стопе, довольствовался пятым местом на финише.
На городской трассе Монако команда выступила слабо: Баттон стартовал восьмым, но сошёл на третьем кгруге из-за перегрева двигателя, а Хэмилтону, стартовавшему пятым, не удалось улучшить позицию до финиша.

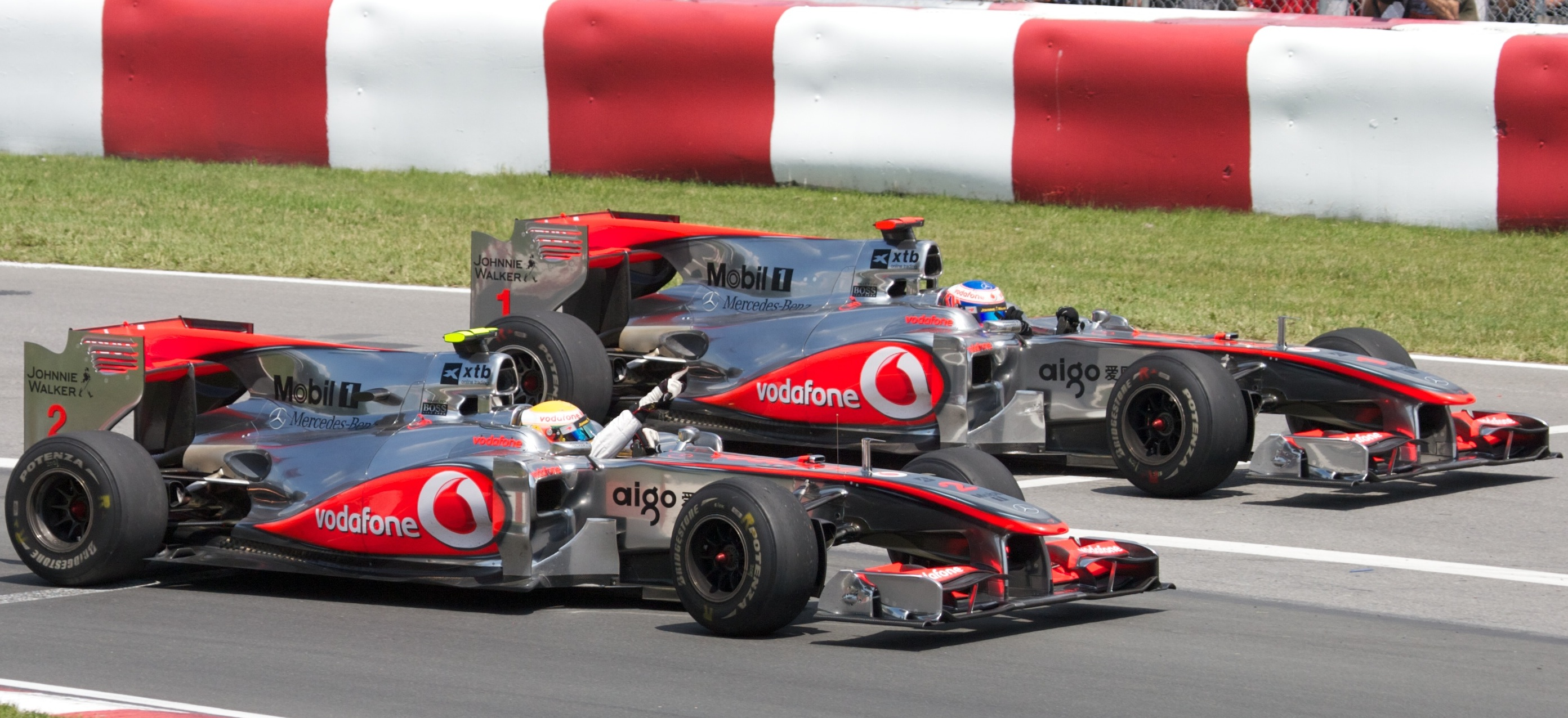
Победный дубль пилотов McLaren в Монреале, 14 июня 2010 года.

Следующие две гонки в Турции и Канаде завершились для команды стопроцентным результатом - два дубля подряд и оба раза Хэмилтон выигрывал, а Баттон фнишировал вторым. И если на трассе в Истанбул-парке выиграть гонку англичанам помогло столкновение лидирующих пилотов Red Bull Racing, то в Монреале Хэмилтон, впервые в сезоне стартовавший с поула, и Баттон смогли реализовать в победу тактику, разработанную командой на гонку.
На Гран-при Европы в Валенсии MP4-25 не хватало скорости, чтобы догнать пилотов Red Bull, машина которых получила обновление в виде "воздуховода", подобного разработке McLaren. Однако после аварии Уэббера, гонщики McLaren смогли финишировать 2 и 3, минимизировав очковые потери.
К домашней гонке в Сильверстоуне команда спешила внедрить уже своё решение "выдувного диффузора", применяемого с начала сезона на машинах Red Bull, и перенимаемого другими командами. Однако после первых испытаний новой системы в пятничных тренировках, команда была вынуждена отказаться от его использования в квалификации и гонке по причине перегрева деталей подвески. Это помешало её пилотам занять высокие позиции на старте гонки: Хэмилтон квалифицировался 4-м, а Баттон и вовсе 14-м. Но по ходу гонки, в очередной раз оба гонщика смогли поправить своё положение и финишировали вторым и четвёртым.
На Гран-при Германии состоялся гоночный дебют новой версии шасси MP4-25, оснащённой "выдувным диффузором". Однако машина уступала в скорости на довольно коротком круге Хоккенхаймринга болидам Red Bull RB6 и Ferrari F10. В результате Хэмилтон финишировал четвёртым, Баттон - пятым.
Накануне гонки в Венгрии технический директор команды Падди Лоу провёл анализ новых технических решений, установленных на MP4-25 и выразил надежду на прибавку в скорости после их некоторых доработок. Однако на медленной и кочковатой трассе Хунгароринг машина очень серьёзно уступала в скорости соперникам. В гонке только Баттону удалось набрать очки за 8 место, Хэмилтон сошёл и перед летним четырёхнедельным перерывом команда уступила первое место в зачёте Кубка конструкторов Red Bull Racing.

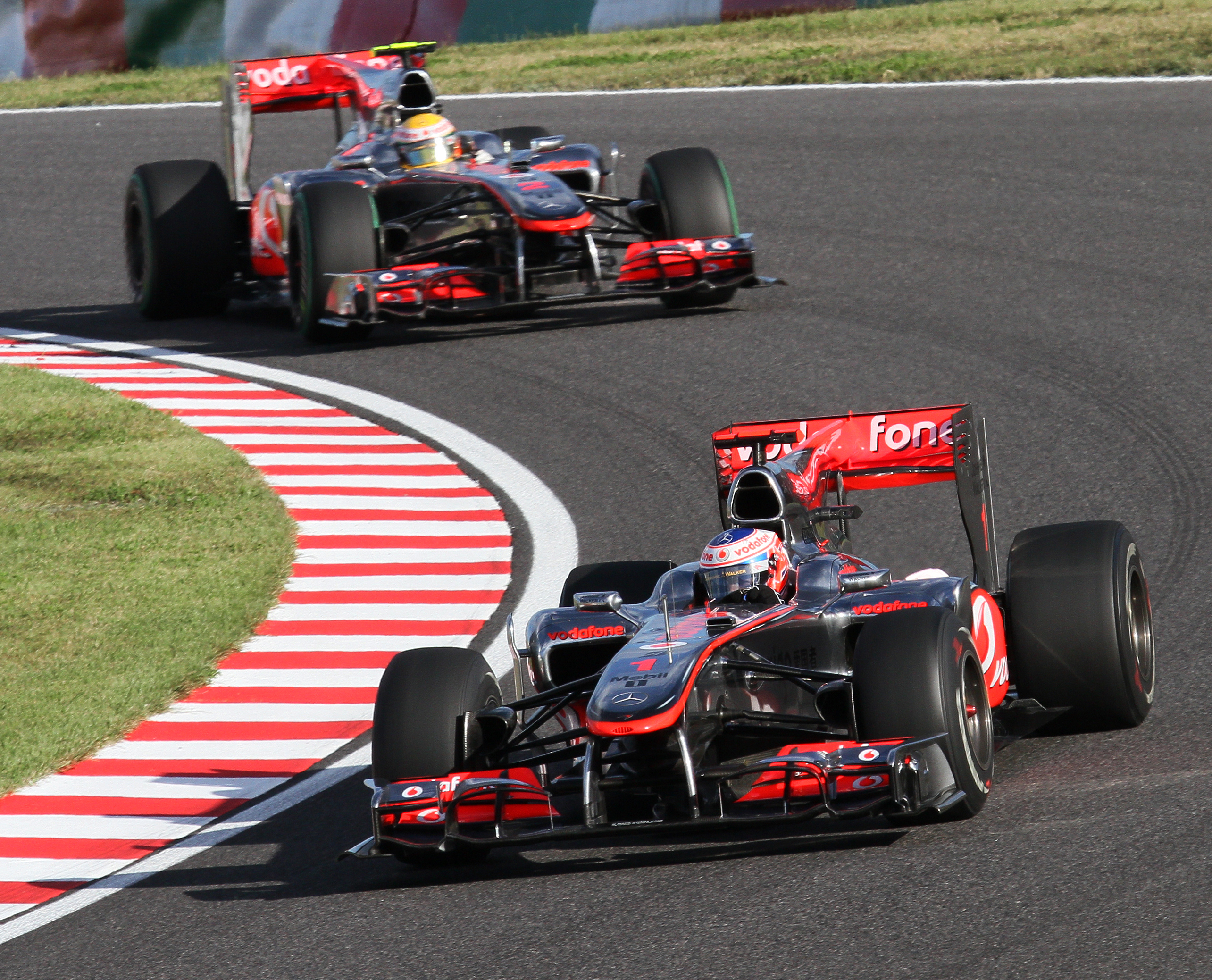
Пара MP4-25 на Гран-при Японии.

После летнего перерыва на трассе в Спа машина смогла показать свои сильные стороны. В переменчивых погодных условиях Хэмилтон выиграл Гран-при Бельгии, одержав третью победу в сезоне. Баттон, шедший вторым, сошёл с дистанции после того, как в него врезался Феттель.
На скоростной трассе в Монце гонщики команды использовали MP4-25 в разной конфигурации: Баттон предпочёл оставить воздуховод "F-Duct" и получил больше прижимной силы в поворотах, на машине Хэмилтона впервые в сезоне воздуховод отсутствовал, что давало преимущество в скорости на прямых. Заняв в квалификации второе место, Баттон выиграл старт и лидировал большую часть дистанции, но после пит-стопа пропустил вперёд Фернандо Алонсо. Хэмилтон же выбыл из борьбы на первом круге, повредив подвеску при попытке обгона Ferrari F10 Фелипе Массы.
К последним гонкам сезона команда приготовила модифицированное заднее антикрыло, а также доработала переднее. Однако новинки не помогли догнать соперников из Red Bull - команда финишировала второй в зачёте Кубка конструкторов.

## Результаты выступлений в Формуле-1
| Легенда к таблице |                                                                    |
| --- | ------------------------------------------------------------------ |
| В таблице перечислены результаты всех Гран-при Формулы-1, в которых использовался автомобиль. Строками таблицы являются сезоны, столбцами — этапы чемпионата мира. В каждой клетке указаны сокращённое название этапа и результат, дополнительно обозначенный цветом. Расшифровка обозначений и цветов представлена в нижеследующей таблице. |                                                                    |
| \| Пример \| Описание \| \| ------------ \| ------------------------------------------------------------------ \| \| 1 \| Победитель \| \| 2 \| Второе место \| \| 3 \| Третье место \| \| 5 \| Финишировал, заработав очки \| \| Сход \| Не финишировал, но при этом заработал очки \| \| 12 \| Финишировал, не получив очков \| \| НКЛ \| Финишировал, но не попал в финальную классификацию \| \| 15 \| Участвовал вне зачёта, либо по отдельной классификации \| \| 18 \| Не финишировал, но попал в финальную классификацию \| \| Сход \| Не финишировал \| \| НКВ \| Не прошёл квалификацию \| \| НПКВ \| Не прошёл предквалификацию \| \| ДСК \| Дисквалифицирован \| \| ИСК \| Исключён из протокола соревнований \| \| ТТ \| Заявлен для участия только в тренировках \| \| НС \| Участвовал в квалификации, но не стартовал в гонке \| \| Т \| Травмирован или болен \| \| ОТК \| Отказ от участия \| \| НТР \| Прибыл на соревнования, но на трассу не выезжал \| \| НПР \| Был заявлен в числе участников, но не прибыл к началу соревнований \| \| О \| Соревнования отменены \| \| \| Не участвовал \| \| Поул-позиция \| \| \| Быстрый круг \| \| |                                                                    |
| Пример | Описание                                                           |
| 1 | Победитель                                                         |
| 2 | Второе место                                                       |
| 3 | Третье место                                                       |
| 5 | Финишировал, заработав очки                                        |
| Сход | Не финишировал, но при этом заработал очки                         |
| 12 | Финишировал, не получив очков                                      |
| НКЛ | Финишировал, но не попал в финальную классификацию                 |
| 15 | Участвовал вне зачёта, либо по отдельной классификации             |
| 18 | Не финишировал, но попал в финальную классификацию                 |
| Сход | Не финишировал                                                     |
| НКВ | Не прошёл квалификацию                                             |
| НПКВ | Не прошёл предквалификацию                                         |
| ДСК | Дисквалифицирован                                                  |
| ИСК | Исключён из протокола соревнований                                 |
| ТТ | Заявлен для участия только в тренировках                           |
| НС | Участвовал в квалификации, но не стартовал в гонке                 |
| Т | Травмирован или болен                                              |
| ОТК | Отказ от участия                                                   |
| НТР | Прибыл на соревнования, но на трассу не выезжал                    |
| НПР | Был заявлен в числе участников, но не прибыл к началу соревнований |
| О | Соревнования отменены                                              |
| | Не участвовал                                                      |
| Поул-позиция |                                                                    |
| Быстрый круг |                                                                    |

| Год  | Команда                   | Двигатель               | Шины | Пилоты   | 1   | 2   | 3   | 4   | 5    | 6    | 7   | 8   | 9   | 10  | 11  | 12   | 13   | 14   | 15   | 16  | 17  | 18  | 19  | Место | Очки |
| ---- | ------------------------- | ----------------------- | ---- | -------- | --- | --- | --- | --- | ---- | ---- | --- | --- | --- | --- | --- | ---- | ---- | ---- | ---- | --- | --- | --- | --- | ----- | ---- |
| 2010 | Vodafone McLaren Mercedes | Mercedes FO 108X 2,4 V8 | B    |          | БАХ | АВС | МАЛ | КИТ | ИСП  | МОН  | ТУР | КАН | ЕВР | ВЕЛ | ГЕР | ВЕН  | БЕЛ  | ИТА  | СИН  | ЯПО | КОР | БРА | АБУ | 2     | 454  |
| 2010 | Vodafone McLaren Mercedes | Mercedes FO 108X 2,4 V8 | B    | Баттон   | 7   | 1   | 8   | 1   | 5    | Сход | 2   | 2   | 3   | 4   | 5   | 8    | Сход | 2    | 4    | 4   | 12  | 5   | 3   | 2     | 454  |
| 2010 | Vodafone McLaren Mercedes | Mercedes FO 108X 2,4 V8 | B    | Хэмилтон | 3   | 6   | 6   | 2   | 14 † | 5    | 1   | 1   | 2   | 2   | 4   | Сход | 1    | Сход | Сход | 5   | 2   | 4   | 2   | 2     | 454  |

† Не финишировал, но был классифицирован, т.к. преодолел более 90% дистанции.